# 송림중학교
송림중학교(松林中學校)는 대한민국 경기도 성남시 분당구 이매동에 있는 사립 중학교이다.

## 학교 연혁
- 1970년 3월 28일 : 학교설립 추진위원회 발족(위원 유용선, 박용규, 박형규), 초대 재단 이사장 박형규, 운영이사장 유용선, 교장 박용규
- 1977년 4월 30일 : 학교법인 용녀학원 설립인가
- 1978년 3월 2일 : 성도중학교 개교(6학급 420명 입학식), 초대 박용규 목사 교장 취임
- 1983년 8월 31일 : 분당구 야탑동 부지 24,291m2 구입, 36개 교실 신축 이전
- 1985년 3월 1일 : 법인명 및 교명을 학교법인 운숙학원, 송림중학교ㆍ송림고등학교로 변경
- 2001년 9월 25일 : 분당구 이매동 378번지 현부지로 신축 이전(대지 36,117m2, 연건평 21,888.36m2)
- 2002년 3월 1일 : 송림중학교 학칙변경(남녀공학, 학년당 6학급, 전 학급 18학급)
- 2002년 5월 11일 : 송림중고등학교 신축 이전 준공식, 학원 창학 32주년 기념 탑골제 개최
- 2019년 3월 1일 : 제10대 이은송 교장 취임
- 2024년 1월 3일 : 제44회 졸업식(졸업생 113명, 총 졸업생 누계 10,635명)
- 2024년 3월 4일 : 제47회 입학식(입학생 98명)

## 참고 자료
- 송림중학교 - 한국교육학술정보원 학교알리미